# Параметрический дизайн
Параметрический дизайн — направление дизайна, использующее методы параметрического моделирования.

## Основные идеи
Методы параметрического моделирования, используемые параметрическим дизайном, используют компьютерные алгоритмы на основе диаграммы Вороного, топологической оптимизации, генетических методов.

## Применение
В России на основе параметрического дизайна созданы интерьеры небольшого офисного комплекса Dominion Tower на Дубровке, спроектированного Захой Хадид.